# Adolf Berendes

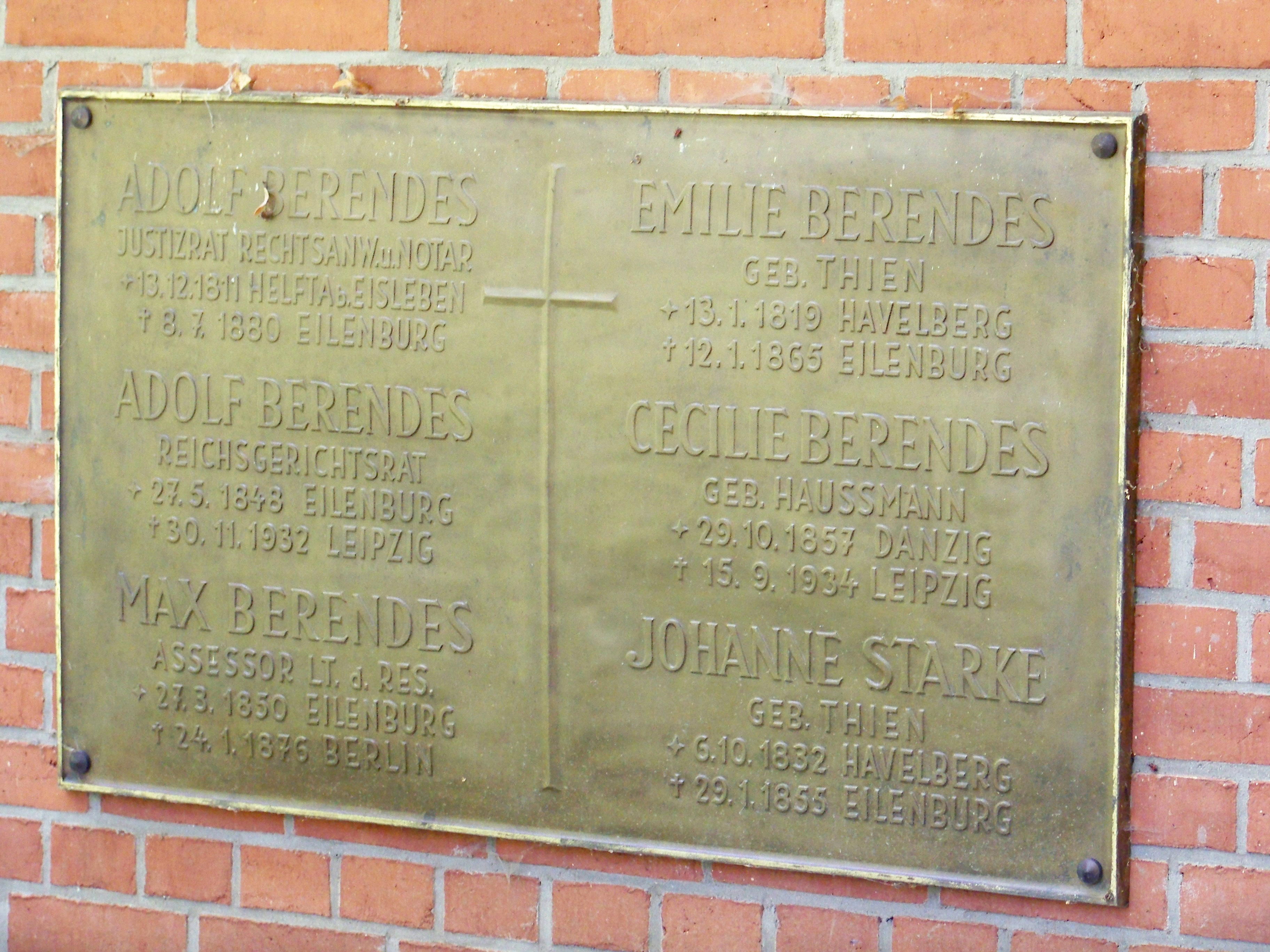
Grabtafel der Familie Berendes auf dem Eilenburger Stadtfriedhof

Heinrich Adolf Berendes (* 27. Mai 1848 in Eilenburg; † 30. November 1932 in Leipzig) war Reichsgerichtsrat.
Adolf Berendes wurde 1848 als Sohn des Justizrats Adolf Berendes (* 13. Dezember 1811 in Helfta; † 8. Juli 1880 in Eilenburg) im preußisch-sächsischen Eilenburg geboren. 1903 wurde er erstmals in einen Spruchkörper des Reichsgerichts berufen. 1920 ging er in den Ruhestand. 1932 starb Berendes 84-jährig in Leipzig. Er wurde auf dem Stadtfriedhof Eilenburg im Familiengrab Berendes beigesetzt.

## Zugehörigkeit
| Senat                              | Eintritt          | Austritt          | Nummer |
| ---------------------------------- | ----------------- | ----------------- | ------ |
| II. Strafsenat des Reichsgerichts  | 1. Dezember 1903  | 1. Januar 1904    | 33     |
| I. Zivilsenat des Reichsgerichts   | 1. Januar 1904    | 4. April 1905     | 26     |
| VII. Zivilsenat des Reichsgerichts | 4. April 1905     | 16. November 1905 | 13     |
| I. Zivilsenat des Reichsgerichts   | 16. November 1905 | 1. Januar 1920    | 26     |

| Personendaten    | Personendaten               |
| ---------------- | --------------------------- |
| NAME             | Berendes, Adolf             |
| ALTERNATIVNAMEN  | Berendes, Heinrich Adolf    |
| KURZBESCHREIBUNG | deutscher Reichsgerichtsrat |
| GEBURTSDATUM     | 27. Mai 1848                |
| GEBURTSORT       | Eilenburg                   |
| STERBEDATUM      | 30. November 1932           |
| STERBEORT        | Leipzig                     |